# Jedlińsk

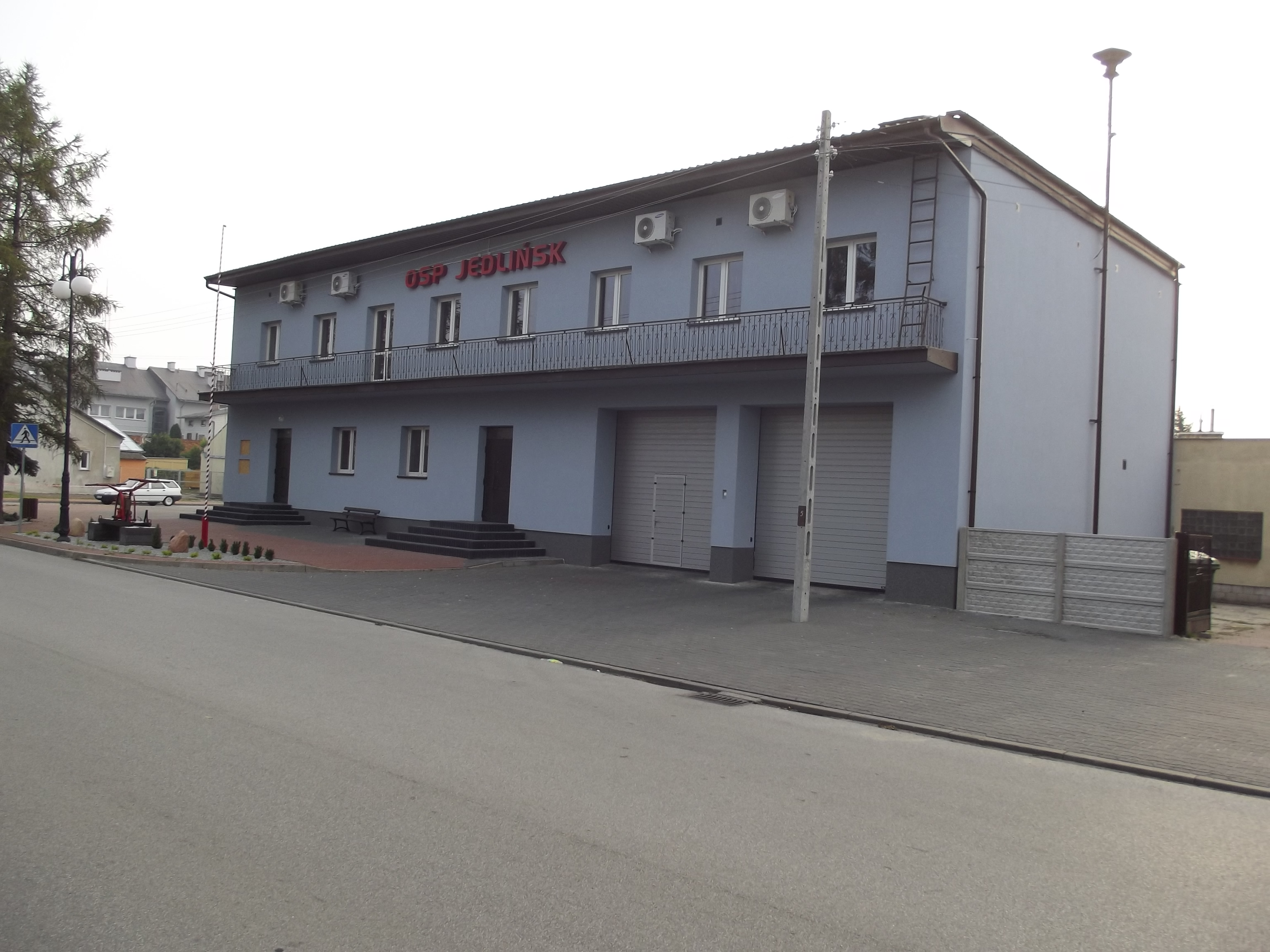
Remiza OSP w Jedlińsku

Jedlińsk – wieś w Polsce, położona w województwie mazowieckim, w powiecie radomskim, w gminie Jedlińsk. Ma status sołectwa.
Wieś jest siedzibą gminy Jedlińsk, a także rzymskokatolickiej parafii  Świętych Apostołów Piotra i Andrzeja. 
Jedlińsk uzyskał lokację miejską w 1530 roku, zdegradowany w 1869 roku. Prywatne miasto szlacheckie w drugiej połowie XVI wieku położone było w powiecie radomskim województwa sandomierskiego.
W latach 1954–1972 wieś należała i była siedzibą władz gromady Jedlińsk. W latach 1975–1998 miejscowość położona była w województwie radomskim.
| SIMC    | Nazwa  | Rodzaj     |
| ------- | ------ | ---------- |
| 0624812 | Piaski | przysiółek |

## Położenie
Jedlińsk znajduje się na Mazowszu na terenie historycznego Zapilicza, położony jest przy trasie E77(DK7) w odległości 90 km na południe od Warszawy i 10 km na północ od Radomia nad rzeką Radomką i Tymianką.

## Historia
Nazwa Jedlińsk wywodzi się od licznych jodeł, otaczających średniowieczną osadę.
W latach 1442–1457 właścicielami miejscowości byli Mikołaj i Zbigniew Czajkowie z Jaworu herbu Dębno, którzy byli synami Zawiszy z Oleśnicy, podsędka ziemi sandomierskiej.
W XVI wieku właścicielami wsi zostali Jedlińscy herbu Nabram, którzy lokowali miasto w 1530 roku na mocy przywileju króla Zygmunta I Starego. Od 1540 roku miasto posiadała prawo miecza. W latach 1560–1630 Jedlińsk pełnił rolę ważnego ośrodka kalwinizmu, którzy prowadzili zbór i szkołę konkurującą z Akademią Rakowską. W mieście osiedliło się wtedy wielu Szkotów. Po przejęciu miasta przez katolików, kalwiniści opuścili miasto, które wtedy podupadło.
W latach 1630–1669 pozostawał w posiadaniu Witowskich. Najazd szwedzki w 1655 roku spowodował zniszczenie miasteczka. W drugiej połowie XVII i w XVIII wieku miejscowe gimnazjum podlegało Akademii Krakowskiej. Po Witowskich majątek przejął Aleksander Załuski, mąż Teresy Witowskiej. Po nim Jedlińsk był w posiadaniu Józefa Sołtyka, od 1731 r. Franciszka na Słupowie Szembeka, od 1747 r. Teresy z Działyńskich Sikorskiej, od 1752 r. Stanisława Andrzeja Załuskiego, syna Aleksandra. Do 1793 r. wieś należała do Franciszka Lanckorońskiego, który sprzedał Jedlińsk Wilhelmowi Jacobsonowi.
W roku 1794 koło wsi kwaterował Tadeusz Kościuszko, przemieszczając się z wojskiem w kierunku Warszawy. Potem właścicielem był Tomasz Michał Dangel, właściciel sławnej na całą Europę fabryki powozów w Warszawie.  później generał Mikołaj Bronikowski. 11 czerwca 1809 roku odbyła się tu bitwa wojsk Księstwa Warszawskiego z Austriackimi (bitwa pod Jedlińskiem). Mogiła poległych mieści się przy drodze do Woli Gutowskiej. W 1860 roku zburzono gotycki kościółek szpitalny pw. św. Wojciecha. W roku 1869 Jedlińsk został pozbawiony praw miejskich, stając się niewielką osadą. W sierpniu 1890 roku w Jedlińsku wybuchł groźny pożar.
W 1921 w Jedlińsku mieszkało 1490 osób. W 1929 były tu jeden kościół katolicki i synagoga. Synagoga znajdowała się przy ul. Warszawskiej 6.
Od 1994 roku w Jedlińsku działa Towarzystwo Miłośników Ziemi Jedlińskiej, dzięki któremu powstało Muzeum Ziemi Jedlińskiej imienia księdza Jana Kloczkowskiego.

## Zwyczaje
Co roku w ostatni wtorek przed Wielkim Postem mieszkańcy Jedlińska obchodzą wywodzący się prawdopodobnie z 1778 roku obrzęd ludowy, zwany ścięciem śmierci. Pierwsza wzmianka o tym obrzędzie pojawiła się 22 lutego 1860 r. w warszawskiej Gazecie Codziennej. Był to przedruk listu księdza Jana Kloczkowskiego, ówczesnego proboszcza parafii w Jedlińsku, który opisuje zapustne widowisko.

## Ważne miejsca i zabytki

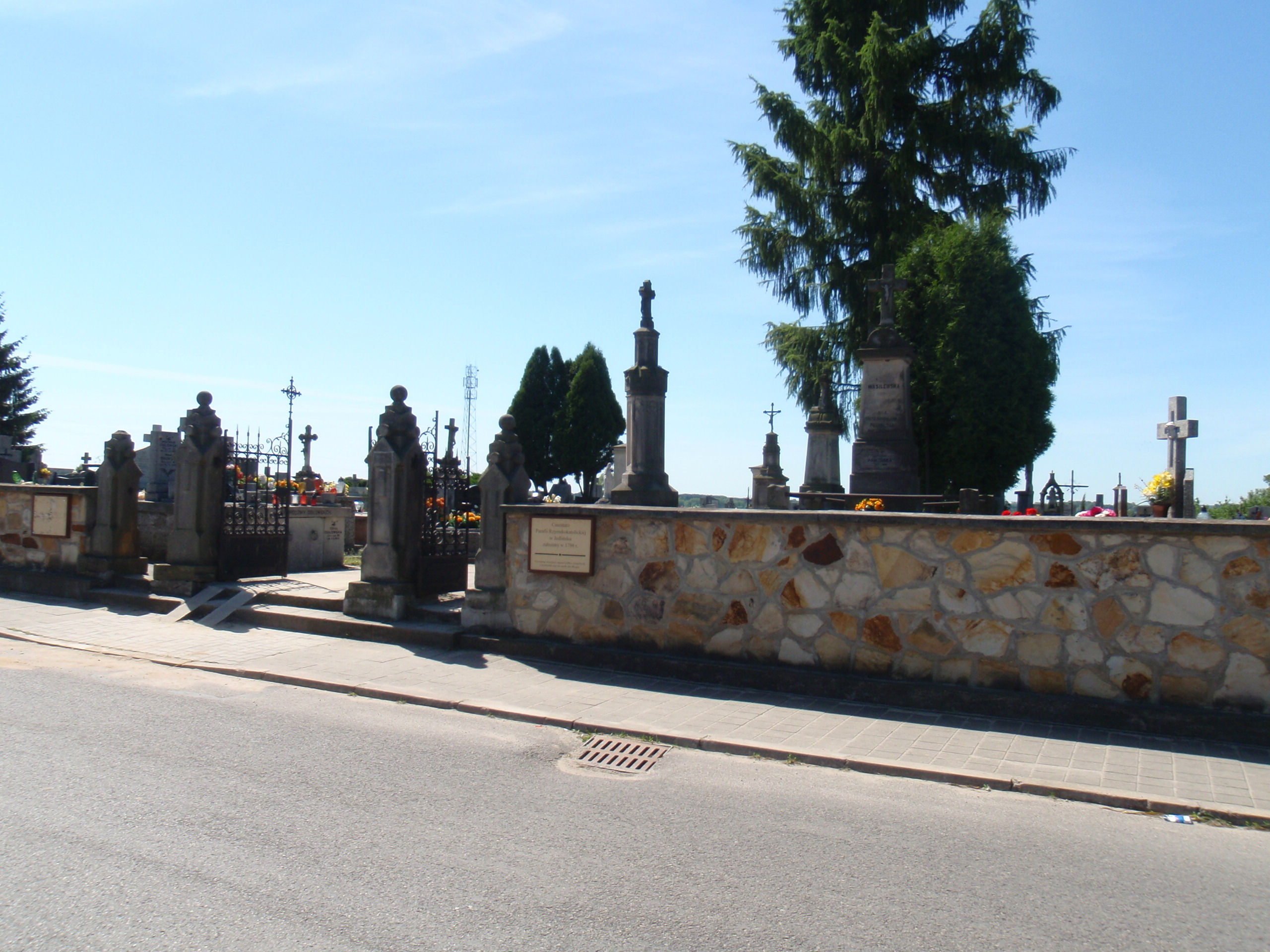
Cmentarz w Jedlińsku z XVIII w

- Kościół Apostołów Piotra i Andrzeja w Jedlińsku – założony przez Stanisława Witowskiego, kasztelana brzezińskiego, wzniesiony staraniem jego syna Stanisława, kasztelana sandomierskiego. W 1655 roku został zrujnowany przez Szwedów. Odnowił go Aleksander Józef Załuski, wojewoda rawski. W 1752 roku gruntownie restaurował i przekształcił biskup Andrzej Stanisław Załuski.
- Cmentarz parafii rzymskokatolickiej św. Andrzeja Apostoła – założony w 1798 roku. Spoczywają tu m.in. rodziny dziedziczne Jedlińska.

## Edukacja
Pierwszą szkołę założyli kalwiniści przebywający w Jedlińsku w latach 1560–1630.  W 1630 roku chorąży łęczycki Stanisław Witowski kupił Jedlińsk, usunął ewangelików z miasta, a szkołę oddał pod nadzór Akademii Krakowskiej. Wówczas nauczycielami szkoły byli: Sebastian Fafrowicz, Fabian Czaplic, Wojciech Zabłocki, Jan Złomański, Wincenty Ujazdowski i Piotr Struszewski. Szkoła, podobnie jak miasteczko szybko po tum podupadło. W 1794 roku ksiądz Michał Dmowski ufundował szkółkę elementarną przy kościele, która istniała do 1815 roku. Przez kolejne dziewięć lat mieszczanie sami szukali nauczycieli i opłacali ich, aż w 1824 roku z poręki rządu przysłano do Jedlińska nauczyciela Tomasza Kozłowskiego. Po nim uczył Antoni Ziembicki, mieszkaniec Jedlińska. Wtedy szkoła znajdowała się w jego domu. Po 16 latach Kurator Okręgu Naukowego Warszawskiego nominował na nauczyciela tej szkoły Karola Zieleniewskiego. Następnie uczył tu Michał Wereszczyński, później zaś Tomasz Barabasz, a po nim Paweł Jopkiewicz, Wincenty Przybyłowski, Stanisław Pytkowski i Szymon Wolski. W 1870 roku do szkoły chodziło 80 dzieci z Jedlińska i trzech okolicznych wsi: Woli Gutowskiej, Piaseczna i Lisowa. Za naukę dzieci włościanie płacili nauczycielowi 30 rubli rosyjskich i 50 kopiejek. W 1885 roku wybudowano nowy budynek szkolny – drewniany z jedną dużą salą szkolną i mieszkaniem dla nauczyciela. Nauka odbywała się w nim do wybuchu pożaru w 1890 roku. Pracę nad budową nowej szkoły rozpoczęto dopiero w 1927 roku. W nowym budynku były cztery sale lekcyjne, kancelaria i pokój nauczycielski, a dalsze dwie sale lekcyjne dobudowano w 1938 roku.
Podczas II wojny światowej Niemcy zajęli część szkoły, robiąc w jednej sali warsztat do remontu samochodów, w drugiej mieszkanie dla mechaników. Dzieci uczyły się na tajnych kompletach w prywatnych mieszkaniach, nawet w stodole u pana Salewskiego. W 1945 roku po zakończeniu wojny, kierownikiem szkoły została miejscowa nauczycielka Wacława Ziembicka. Budynek szkolny był zniszczony, toteż nauka odbywała się w pomieszczeniach wynajętych u miejscowej ludności. Remontem budynku szkolnego zajął się Komitet Rodzicielski i przy dużej pomocy ludności przywrócono szkole dawny wygląd. W latach 1952–1955 kierownictwo szkoły objęła Helena Jurkowska. Przez następne trzy lata kierownikiem był Edward Wrona. Od 1958 do 1972 roku szkołą kierował Kazimierz Foremniak. Wtedy przeprowadzono remont kapitalny istniejącej części i dobudowano 3 pomieszczenia, które przeznaczono na szatnię, umywalnię i bibliotekę.
1 września 1999 roku, na bazie ośmioletniej szkoły podstawowej, w Jedlińsku powstały sześcioklasowa szkoła podstawowa i trzyletnie gimnazjum. 31 sierpnia 2019 roku, w wyniku kolejnych zmian w systemie oświaty, gimnazjum zostało wygaszone.
W latach 2000–2002 trwała rozbudowa budynku szkolnego w Jedlińsku. Dobudowano 10 sal lekcyjnych, świetlicę, bibliotekę z czytelnią, szatnie i salę gimnastyczną o wymiarach 36×18 m z zapleczem dla potrzeb Publicznego Gimnazjum w Jedlińsku. Wyremontowano część starego budynku szkolnego i uzyskano dodatkowo pięć sal lekcyjnych oraz pokój nauczycielski dla gimnazjum.
Przy ulicy Marii Konopnickiej 2, znajduje się gmach, w którym mieści się Publiczna Szkoła Podstawowa im. Tadeusza Kościuszki.

## Sport
W Jedlińsku mieści się Gminny Ośrodek Sportu i Rekreacji (boisko piłkarskie z 1950 roku z widownią na 2000 miejsc, w tym 150 siedzących, orlik, boisko do koszykówki, boisko do piłki siatkowej plażowej, korty tenisowe, domki kempingowe). Siedzibę ma tu Ludowy Klub Sportowy, założony w 1946 roku (jako Błyskawica Jedlińsk) i uczestniczący w regionalnych rozgrywkach piłkarskich. Barwy klubu: niebiesko-granatowe.

## Znane postacie z Jedlińska
- Małgorzata Foremniak – aktorka
- Piotr Gołębiowski – biskup diecezji sandomierskiej